# أرماندو يانوتشي
أرماندو جيوفاني يانوتشي (بالإيطالية: Armando Giovanni Iannucci)‏ هو كاتب ومخرج ومذيع وكوميدي أسكتلندي من أصل إيطالي ولد في يوم 28 نوفمبر 1963 في مدينة غلاسكو في اسكتلندا، أكمل دراسته في جامعة أوكسفورد بعد دراسة قدمها عن الكتابات الفكاهية لجون ميلتون عمل مع كريس موريس في تقديم برنامج ون هاور وألذي كان يذاع على إذاعة بي بي سي اسكتلندا وثم إنتقل إلى برنامج ذا داي توداي وثم مثل في مسلسل أنت تعرفني أنت تعرفه مع ألان باتريدج وثم قدم برنامج The Saturday Night Armistice في سنة 2001.

## روابط خارجية
- أرماندو يانوتشي على موقع IMDb (الإنجليزية)
- أرماندو يانوتشي على موقع روتن توميتوز (الإنجليزية)
- أرماندو يانوتشي على موقع مونزينجر (الألمانية)
- أرماندو يانوتشي على موقع ألو سيني (الفرنسية)
- أرماندو يانوتشي على موقع ميوزك برينز (الإنجليزية)
- أرماندو يانوتشي على موقع أول موفي (الإنجليزية)
- أرماندو يانوتشي على موقع قاعدة بيانات الأفلام السويدية (السويدية)
- أرماندو يانوتشي على موقع إن إن دي بي (الإنجليزية)
- أرماندو يانوتشي على موقع ديسكوغز (الإنجليزية)
- أرماندو يانوتشي على موقع قاعدة بيانات الفيلم (الإنجليزية)